# Géomembrane

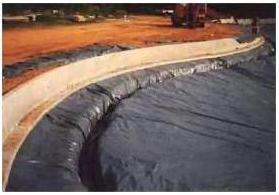
Étanchéité d'un bassin par géomembrane en polypropylène.

Les géomembranes sont des géosynthétiques assurant une fonction d'étanchéité. Elles sont généralement utilisées pour remédier aux pertes d'eau par infiltration, ou pour éviter la migration de polluants dans le sol.
L'appellation « géomembrane » est soumise à la norme AFNOR NFP 84-500.

## Description
Les géomembranes sont des produits adaptés au génie civil, minces, souples, continus, étanches aux liquides même sous des sollicitations de service.
Dans l'état actuel des techniques, ni les produits de faible épaisseur fonctionnelle (inférieure à un millimètre), ni les produits dont l'étanchéité est assurée uniquement par un matériau argileux, ne sont considérés comme des géomembranes.

## Composition
Les matériaux de base utilisés sont de trois types :
- des thermoplastiques : polyéthylène haute densité (PE-HD), polyéthylène basse densité (PE-LD), very flexible polyethylene (VFPE), polyéthylène chloré, polypropylène (PP), polychlorure de vinyle (PVC) souple...
- des élastomères : terpolymère éthylène-propylène-diène (EPDM), copolymère d’isobutylène et d’isoprène, polyéthylène chlorosulfoné, mélange PP+EPDM
- des bitumes modifiés aux polymères (copolymère styrène-butadiène, copolymère éthylène-acétate de vinyle) ou non.

## Conditionnement
Les géomembranes sont généralement stockées sous forme de rouleaux de longueurs et largeurs différentes, pouvant varier de 1 m par 10 m pour les géomembranes bitumineuses à 7,5 m par 200 m pour les géomembranes en polyéthylène par exemple.

## Domaines d'emploi
Elles sont utilisées en génie civil, bâtiment, agriculture, environnement et industries. 
Les utilisations les plus répandues sont :
- étanchéité des bassins d'eau ;
- étanchéité des retenues collinaires ;
- étanchéité des bassins de rétention anti-pollutions ;
- étanchéité de murs enterrés ;
- barrière active des casiers de stockage de déchets ;
- confinement de déchets liquides.

## Mise en œuvre
Lors de la réalisation d’un ouvrage nécessitant une géomembrane, le choix du matériau et de l’épaisseur de cette dernière dépend de plusieurs critères tels que la nature du support (béton, terrain argileux, etc.), le type de produit en contact (eau, hydrocarbure, produits chimiques, etc.) ainsi que la vocation de l’ouvrage (confinement, rétention permanente ou temporaire, etc.).
Elles sont souvent thermo-soudables pour réaliser les joints dans des conditions de qualité et de fiabilité optimales.